# Karla Souza
Karla Souza (ur. 11 grudnia 1985 w Ciudad de México) – meksykańska aktorka.

## Filmografia
- Aspen Extreme (1993) jako Kimberly
- Terminales (2008)
- Verano de amor (2009) jako Dana Villalba Duarte
- Persons Unknown (2010) jako Dosette
- El efecto tequila (2010) Ana Luisa
- Los Héroes del Norte (2010–2011) jako Prisca
- From Prada to Nada (2011) jako Lucy
- Niño Santo (2011) jako Lucia
- Suave patria (2012) jako Roxana Robledo
- La Clinica (2012) jako Maripily Rivadeneyra
- 31 días (2013) jako Mayra
- Me Late Chocolate (2013) jako Moni
- Nosotros los Nobles (2013) jako Bárbara Noble
- Instructions Not Included (2013) jako Jackie
- El Crimen del Cácaro Gumaro (2014) jako Supper Burrows Manager
- Sposób na morderstwo (How to Get Away with Murder, 2014–2016) jako Laurel Castillo
- Sundown (2016) jako Ashley Lopez
- ¿Qué Culpa Tiene el Niño? (2016) jako Maru